# نمادگذاری نمایه انتزاعی
نمادگذاری نمایه انتزاعی (به انگلیسی: abstract index notation) یک نمادگذاری ریاضی برای تنسورها و اسپینورها ست که برای نشان دادن نوع آنها، به جای مؤلفه هایشان در یک مبنای خاص از نمایه(اندیس) استفاده می‌کند. این نمایه‌ها تنها جانگهدار هستند و به هیچ مبنای ثابتی ارتباط ندارند و غیر عددی هستند. به همین دلیل نباید با حساب دیفرانسیل ریچی اشتباه شود.
این نمادگذاری توسط راجر پنروز معرفی شد تا ضمن استفاده از جنبه‌های صوری قرارداد جمع زنی اینشتین برای جبران دشواری توصیف فشرده سازی و دیفرانسیل گیری هموردا در نمادگذاریهای انتزاعی مدرن تنسور، بتوان هموردایی صریح عبارتهای درگیر را حفظ نمود.
فرض کنید V یک فضای بردار و V* دوگان آن باشد. برای مثال یک تنسور هموردای مرتبه دو {\displaystyle \scriptstyle h\in V^{*}\otimes V^{*}} را در نظر بگیرید . پس می‌توان h را با یک شکل دوخطی روی V تعیین نمود. به عبارت دیگر h تابعی از دو آرگومان در V است که می‌توان آن را به صورت یک جفت شکاف نمایش داد:
{\displaystyle h=h(-,-).\,}
نمادگذاری نمایه انتزاعی تنها عبارت از برچسب زدن شکافها با حروف لاتین می‌باشد  که به جز برچسب شکافها هیچ مفهوم و اهمیت دیگری ندارند(یعنی غیرعددی هستند):
{\displaystyle h=h_{ab}.\,}
یک فشرده سازی بین دو تنسور با تکرار برچسب یک نمایه(اندیس) نمایش داده می‌شود، به گونه ای که یک برچسب پادوردا(نمایه بالایی متناظر با یک تنسور در V) و یکی هموردا(نمایه بالایی متناظر با یک تنسور در V*) می‌باشد . پس به عنوان مثال : {\displaystyle {t_{ab}}^{b}} اثر یک تنسور t = tabc روی دو شکاف آخرش است. این روش نمایش فشرده سازی تنسورها بوسیله نمایه‌های تکراری از لحاظ صوری شبیه به قرارداد جمع زنی اینشتین است، اما از آنجا که نمایه‌ها غیرعددی هستند دلالت بر جمع زنی ندارد: بلکه متناظر با عملیات اثر مستقل از مبنا بین فاکتورهای تنسور نوع V و نوع  V* می‌باشد .

## نمایه های انتزاعی و فضاهای تنسور
یک تنسور عمومی همگن، عنصری از ضرب تنسوری کپی‌های V و  V* است، مانند :
{\displaystyle V\otimes V^{*}\otimes V^{*}\otimes V\otimes V^{*}.}
هر فاکتور را در این ضرب تنسوری با یک حرف لاتین به صورت نمایه بالایی برای هر فاکتور هموردای V و نمایه پایین برای هر فاکتور پادوردای V* برچسب می زنیم، به این ترتیب حاصلضرب را می‌توان به صورت زیر نوشت :
{\displaystyle V^{a}V_{b}V_{c}V^{d}V_{e}\,}
و یا به سادگی:
{\displaystyle {{{V^{a}}_{bc}}^{d}}_{e}.}
نکته مهم این است که این دو عبارت آخر دقیقا همان شیء عبارت اول را مشخص می‌کنند. تنسورهای این نوع را می‌توان با همان نمادگذاری نمایش داد، مثلا :
{\displaystyle {{{h^{a}}_{bc}}^{d}}_{e}\in {{{V^{a}}_{bc}}^{d}}_{e}=V\otimes V^{*}\otimes V^{*}\otimes V\otimes V^{*}.}

## فشرده سازی
به‌طور عمومی هرگاه یک فاکتور هموردا و یک فاکتور پادوردا در حاصلضرب تنسوری فضاها موجود باشند، یک نگاشت فشرده سازی(یا اثر) متناظر وجود خواهد داشت. مثلا :
{\displaystyle \mathrm {Tr} _{12}:V\otimes V^{*}\otimes V^{*}\otimes V\otimes V^{*}\to V^{*}\otimes V\otimes V^{*}}
اثر بر دو فضای اول حاصلضرب تنسوری است و
{\displaystyle \mathrm {Tr} _{15}:V\otimes V^{*}\otimes V^{*}\otimes V\otimes V^{*}\to V^{*}\otimes V^{*}\otimes V}
اثر بر فضاهای اول و آخر است.
این عملیات‌های اثر در تنسورها با تکرار نمایه نشان داده می‌شوند. بنابراین نگاشت اثر اول از رابطه زیر به دست می آید :
{\displaystyle \mathrm {Tr} _{12}:{{{h^{a}}_{bc}}^{d}}_{e}\mapsto {{{h^{a}}_{ac}}^{d}}_{e}}
و دومی از این رابطه :
{\displaystyle \mathrm {Tr} _{15}:{{{h^{a}}_{bc}}^{d}}_{e}\mapsto {{{h^{a}}_{bc}}^{d}}_{a}.}